# 柱狀化
柱狀化（英語：Pillarisation）是指一個社會按照宗教或意識形態被垂直分為若干柱狀集團的現象。在一個柱形化的社會中，相同的水平階級劃分方式會同時存在於各個階級中，導致生活在同一個意識形態圈中的人們會產生自己的柱狀生活集團，出現集團內成員與集團外成員少有接觸的情況。這種水平的劃分方式可能是源自於宗教、語言、種族或政治立場。在一個柱狀化的社會中，儘管生活在同一個地方，不同的人群卻有可能過者於他人截然不同的生活──每個族群可能擁有自己的報紙、電視、政黨、工會、學校、醫院、體育俱樂部。
歷史上，柱狀化社會最有名的例子是荷蘭和比利時。在該地區，分立的加爾文教會、天主教會和世俗組織形成宗教的水平劃分方式，而荷蘭語和法語的差異又形成語言和種族的水平劃分方式，形成高度柱狀化的社會，並出現高度組織化的「分割的整合」(Segmented Integration)。在荷比盧地區、柱狀化形成了該地區政治權力共享化、多元化的基礎。奥地利、以色列、黎巴嫩、北爱尔兰和蘇格蘭社會也出現過柱狀化現象。不過，這些柱狀化不一定都帶來社會的穩定，例如在黎巴嫩和蘇格蘭，柱狀化現象往往伴隨不穩定和政治權力未能達成分享。